# Gasterocome conspicuaria
Gasterocome conspicuaria är en fjärilsart som beskrevs av John Henry Leech 1897. Gasterocome conspicuaria ingår i släktet Gasterocome och familjen mätare. Inga underarter finns listade i Catalogue of Life.